# 380-kV-Leitung Bürstadt–Urberach

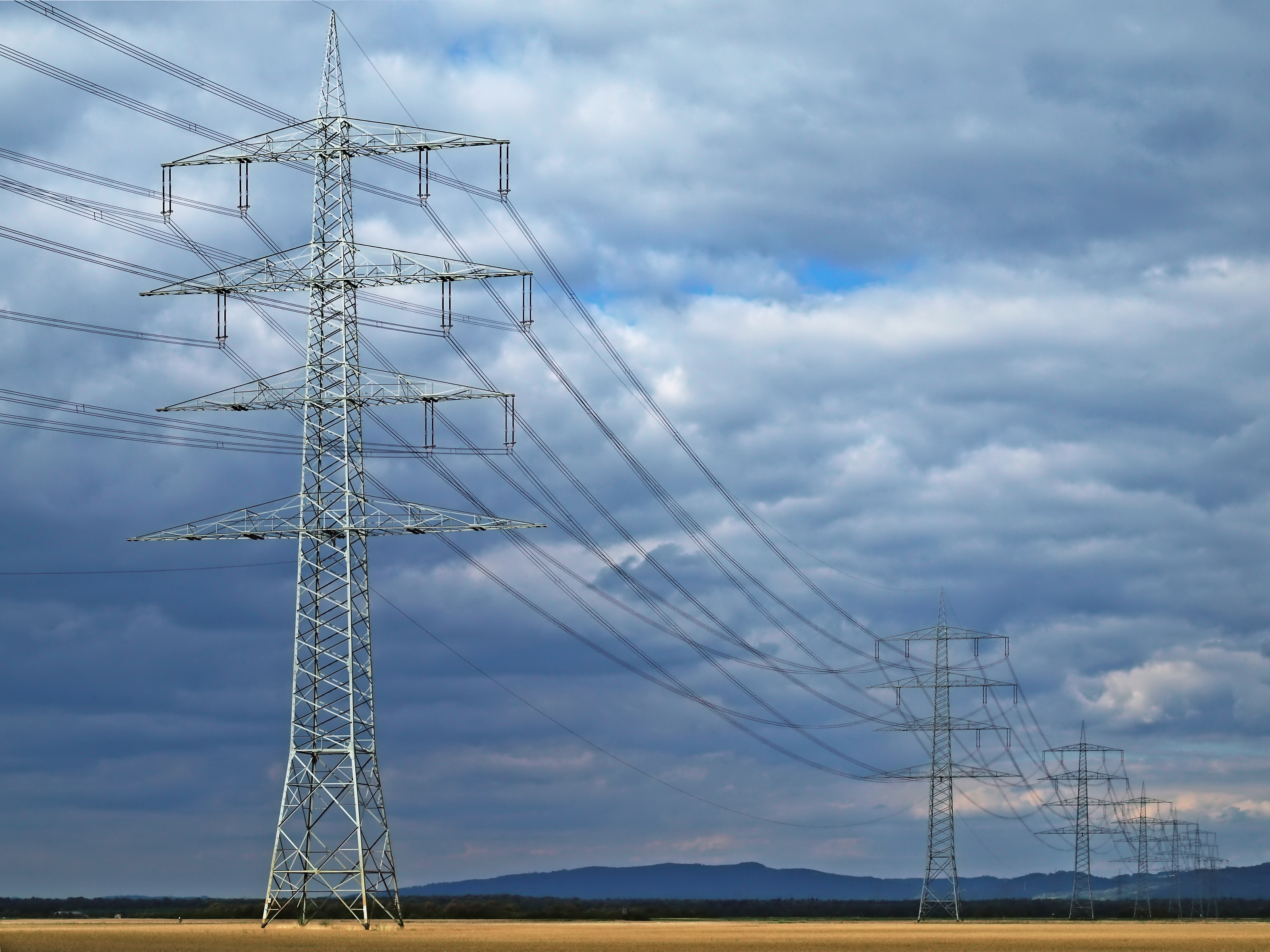
Freileitung Rosengarten–Urberach bei Groß-Rohrheim

Die 380-kV-Leitung Rosengarten–Urberach ist eine Höchstspannungs-Drehstromfreileitung des Übertragungsnetzbetreibers Amprion. Sie verbindet das Umspannwerk Lampertheim-Rosengarten mit dem Umspannwerk Urberach im hessischen Rhein-Main-Gebiet. Auch die im nahe der Leitungstrasse gelegenen Kernkraftwerk Biblis erzeugte Leistung wurde über mehrere Abzweige in die Leitung eingespeist. Westlich von Griesheim zweigt eine weitere 380-kV-Leitung nach Bischofsheim ab und bildet mit der sich fortsetzenden Trasse nach Urberach einen 380-kV-Ring rund um die Metropolregion Frankfurt.
Der Abschnitt von Gräfenhausen bis Urberach ist besonders markant, da er durch ein Waldgebiet führt und zahlreiche hohe Masten aufweist. Aufgrund der Einstufung als Luftfahrthindernis sind diese mit einem rot-weißen Warnanstrich versehen. Aufgrund der Höhe und der auffälligen Kennzeichnung sind diese Masten eine weithin sichtbare Landmarke im südlichen Rhein-Main-Gebiet und bereits aus mehreren Kilometern Entfernung gut zu erkennen.

## Geschichte
Die Trasse Rosengarten – Urberach besteht aus zwei Leitungsabschnitten: Die Höchstspannungsfreileitung Ried – Urberach (Amprion-Bauleitnummer Bl. 4591) wurde 1979 in Betrieb genommen und die Höchstspannungsfreileitung Kernkraftwerk Biblis – Rosengarten (Bl. 4590) im Jahr 1972. Das Kernkraftwerk Biblis begann 1975 mit der Stromerzeugung. Der weitere Ausbau des RWE-Übertragungsnetzes im Rhein-Main-Gebiet auf 380 kV (statt vorher 220 kV) fällt ebenfalls in diese Zeit, da der Abschnitt Koblenz – Marxheim der Nord-Süd-Leitung zwischen 1979 und 1980 durch eine 380-kV-Leitung ersetzt wurde. Von dieser Leitung gibt es eine 1990 fertiggestellte Fortsetzung zum Umspannwerk Bischofsheim, das wiederum an eine Stichleitung der Trasse Rosengarten – Urberach angebunden ist, die westlich von Griesheim abzweigt.
Durch die Inbetriebnahme konnte das südliche und westliche Rhein-Main-Gebiet an das 380-kV-Netz angebunden werden und mit Energie aus dem Kernkraftwerk Biblis versorgt werden. Zugleich stellte eine zweikreisige 380-kV-Leitung von Urberach nach Großkrotzenburg den Anschluss an das 380-kV-Netz der PreussenElektra (heute im Besitz der TenneT TSO) her.

## Verlauf
Die Leitung beginnt im Umspannwerk Rosengarten, das unter anderem an die 380-kV-Trasse Rommerskirchen–Hoheneck angebunden ist. Von dort verläuft sie nordwärts bis zum 2011 stillgelegten Kernkraftwerk Biblis, das über einige Abzweige an die Leitung angebunden ist. Hinter Biblis dreht die Trasse zunächst nach Osten, dann nach Nordosten und überquert die A 67. Anschließend trifft sie auf die Bahnstromleitung Flörsheim–Stuttgart und die Nord-Süd-Leitung und folgt diesen parallel die Bergstraße entlang nach Norden bis Pfungstadt. Dort zweigen einige Stromkreise zum unmittelbar an der Leitungstrasse gelegenen Umspannwerk ab. Dabei dreht die Leitung nach Nordwesten und überquert ein zweites Mal die A 67. Bei Griesheim zweigt die 380-kV-Trasse zum Umspannwerk Bischofsheim ab und der Verlauf ändert sich nach Nordosten. Zusammen mit der Bahnstromleitung, die zum Unterwerk Weiterstadt wegführt, wird die A 67 ein drittes Mal gekreuzt. Der Verlauf führt nordwärts, dann wieder nordostwärts und nördlich von Gräfenhausen schließlich ostwärts.
Nachdem die ehemalige Trasse der Nord-Süd-Leitung gequert wurde, beginnt der durch dichten Wald führende Abschnitt nach Urberach. Hinter der Querung der A 5 nördlich der Raststätte Gräfenhausen führt die Trasse nach Südosten, dann wieder nach Osten und kurz vor Messel nach Nordosten. Kurz vor Urberach ändert sich die Richtung von Nordost nach Nordwest und das Umspannwerk Urberach wird erreicht. Über mehrere Masten werden die Stromkreise in die jeweiligen Schaltanlagen geführt.

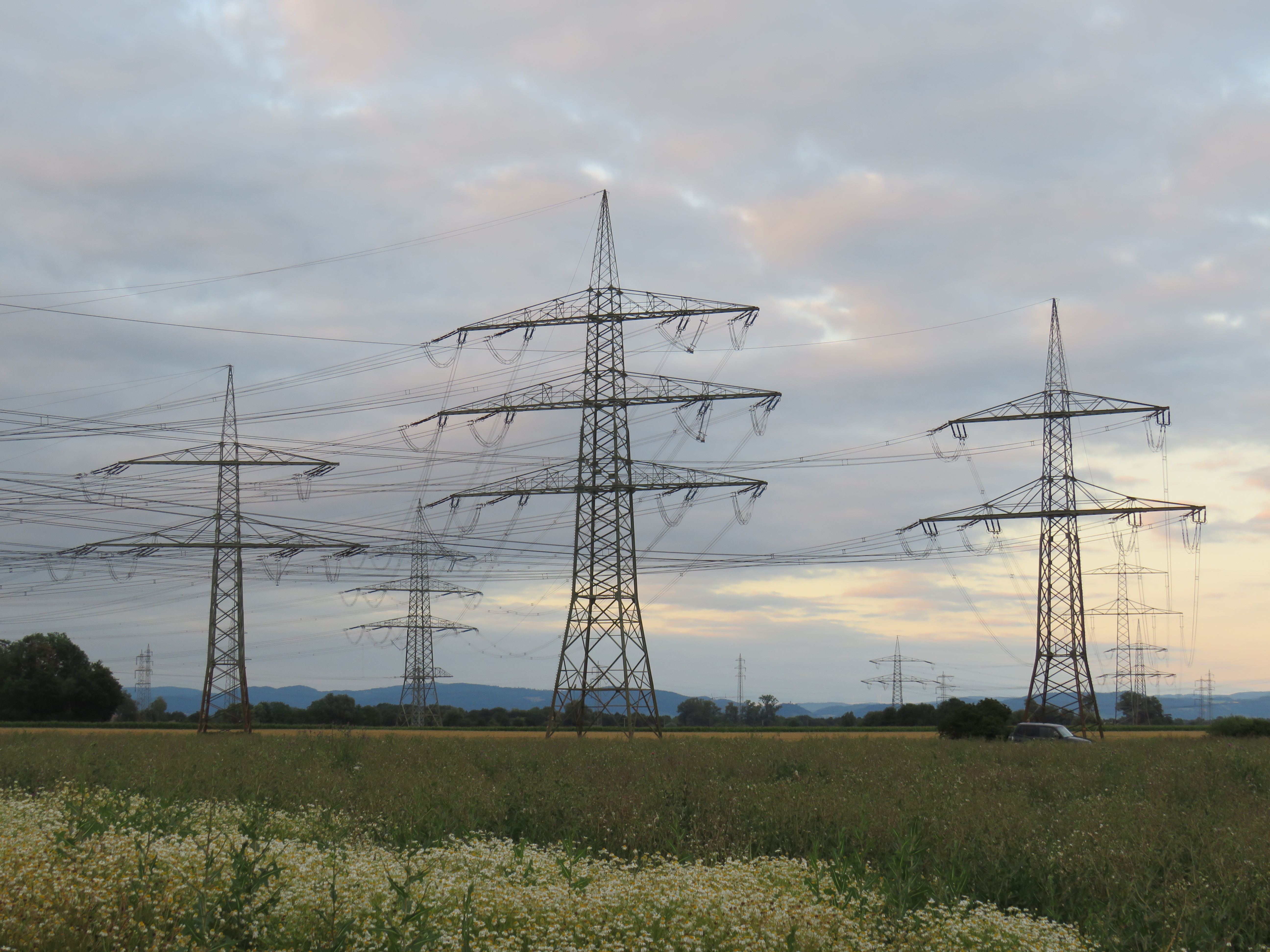
Erster Mast der Leitung am Umspannwerk Rosengarten
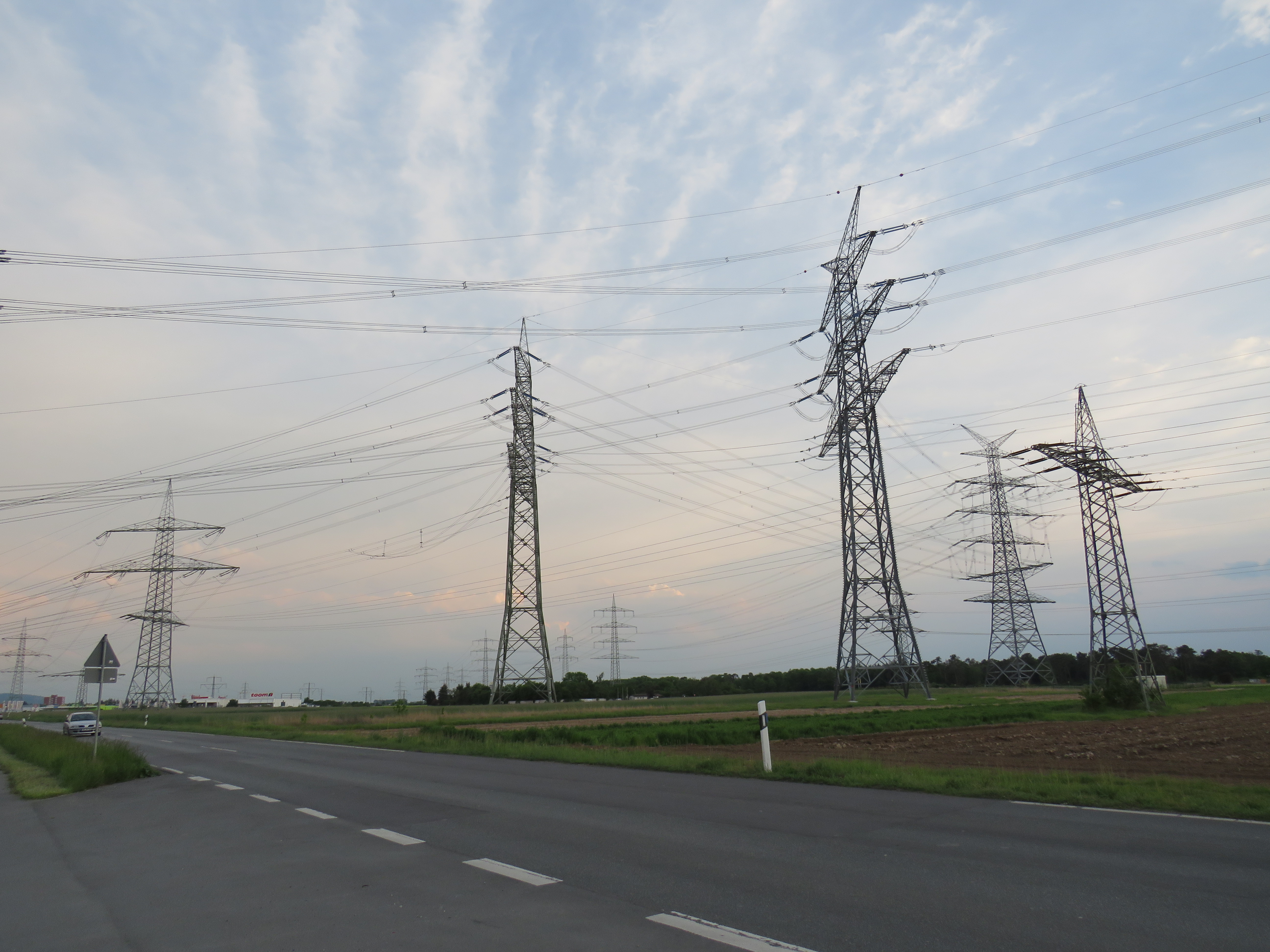
Abbindung an das Umspannwerk Pfungstadt
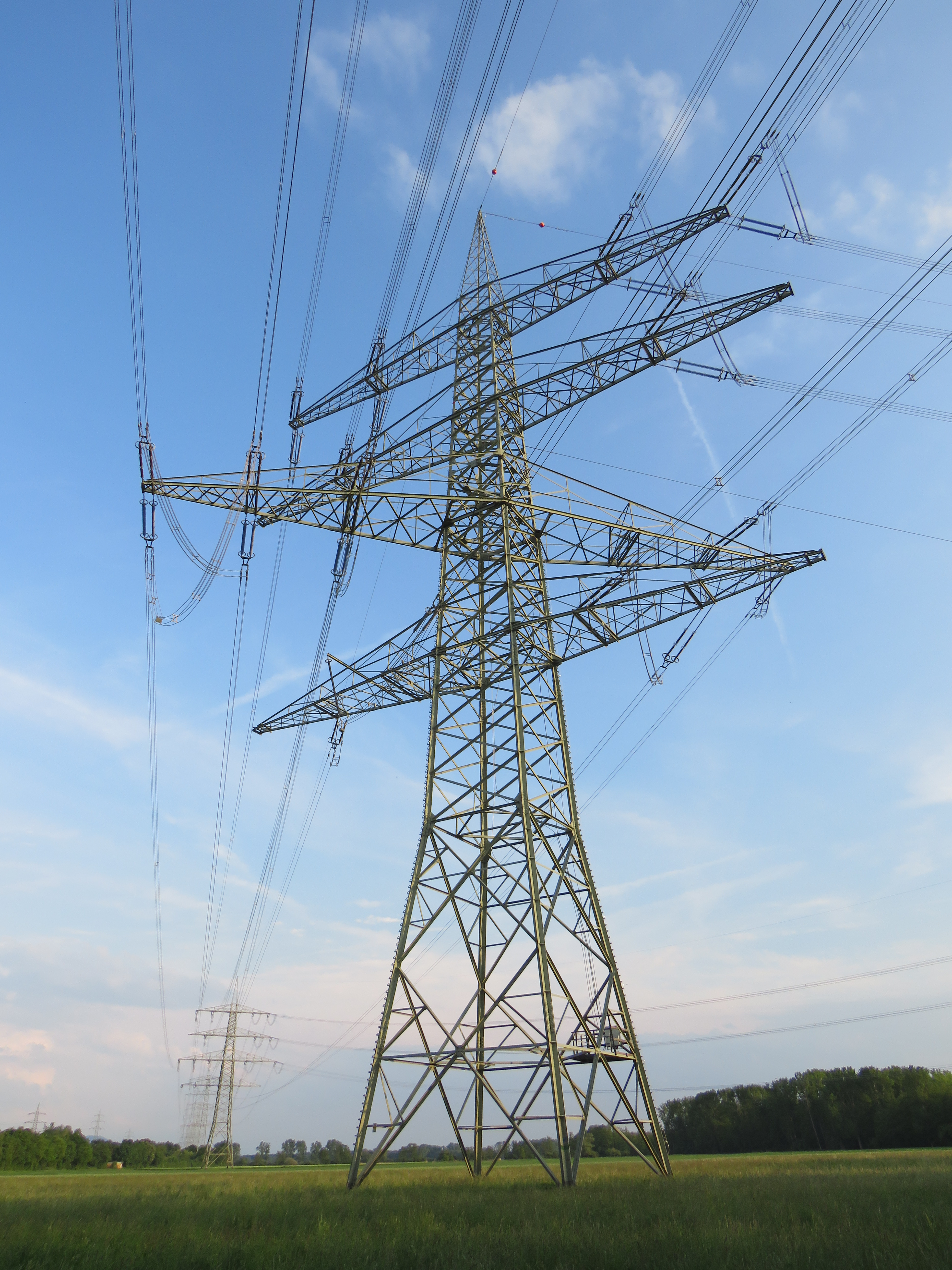
Leitungsabzweig westlich von Griesheim
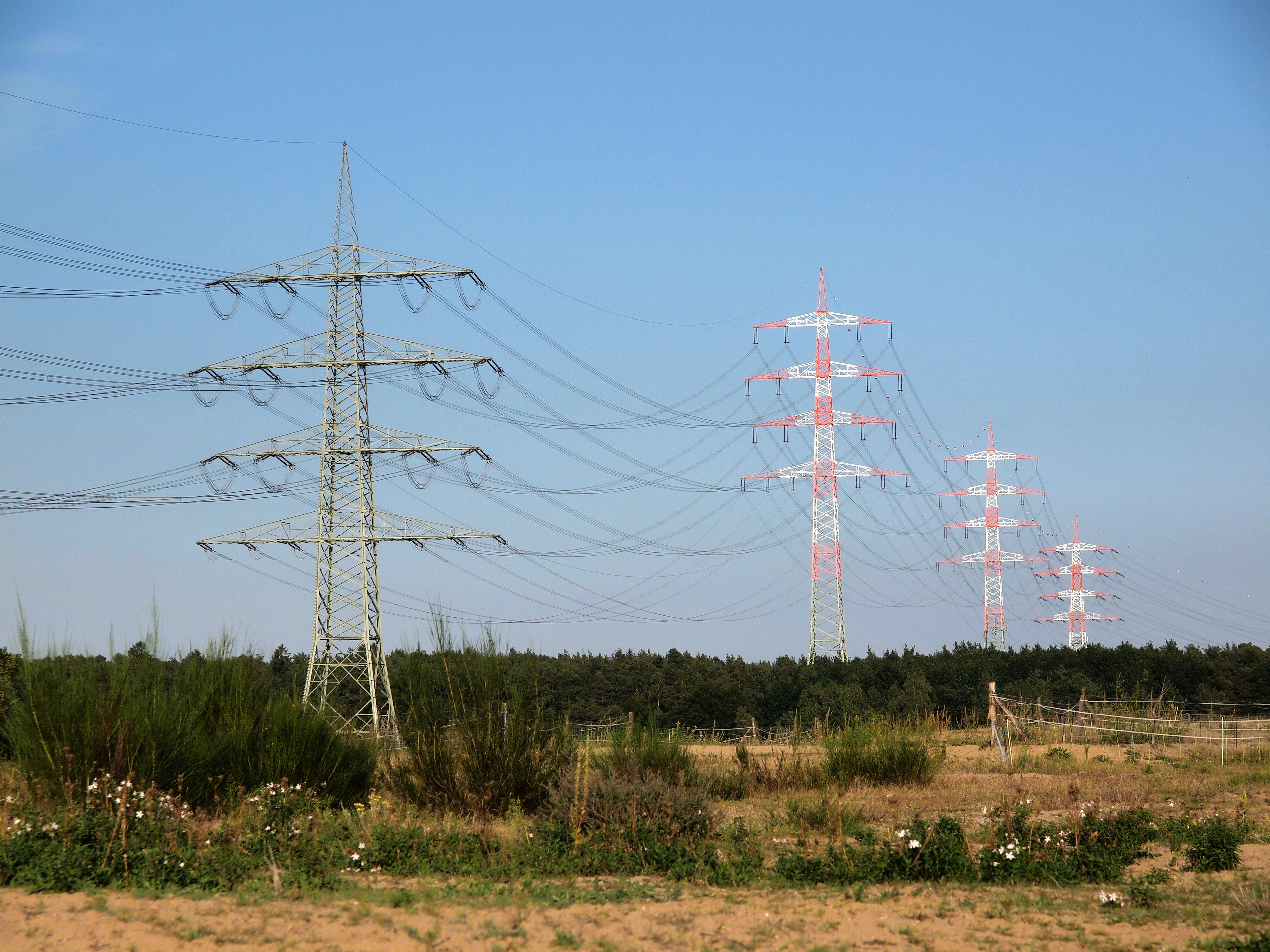
Bei Gräfenhausen beginnt der Leitungsabschnitt mit bis zu 109 m hohen Masten
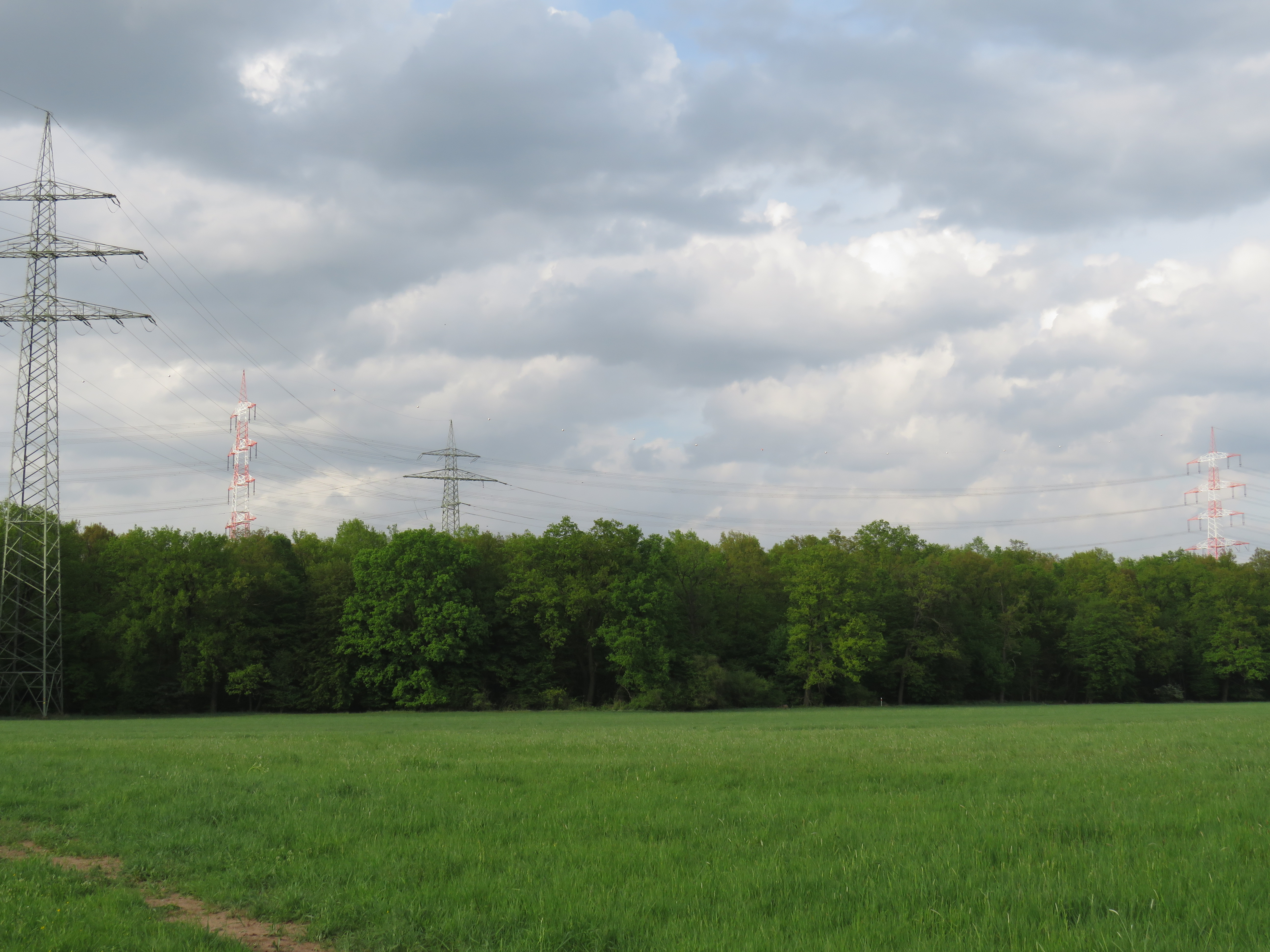
110-kV-Abzweig bei Wixhausen
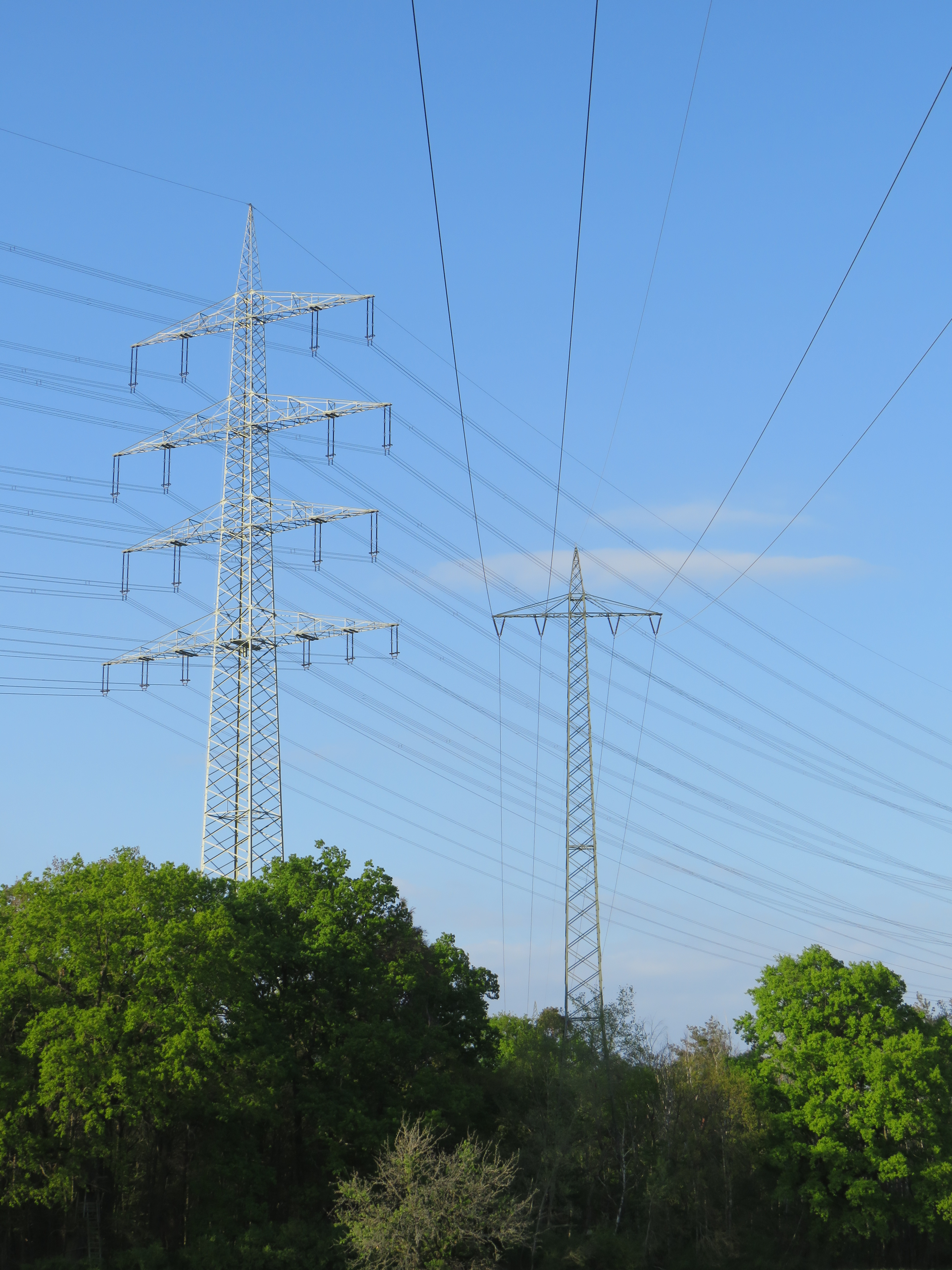
Kreuzung mit der Bahnstromleitung zum Unterwerk Offenbach bei Messel
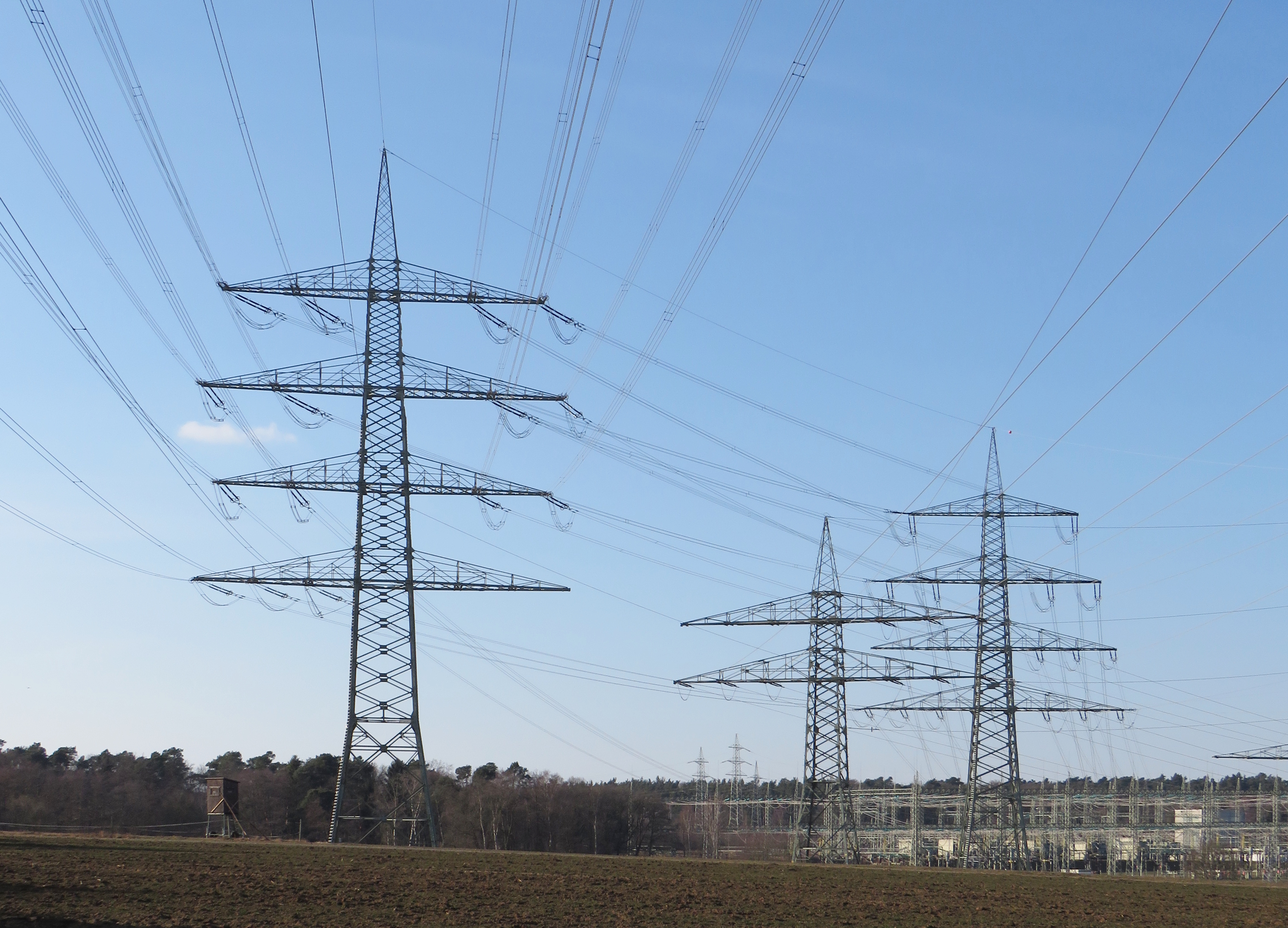
Die Leitung erreicht das Umspannwerk Urberach

## Betrieb

### Masten
Die Leitung ist durchgehend auf Tonnenmasten für vier 380-kV-Kreise verlegt. Auf den Abschnitten Biblis – Pfungstadt, Pfungstadt – Griesheim und Gräfenhausen – Urberach tragen die Masten eine zusätzliche Traverse unterhalb der 380-kV-Kreise. Von Biblis bis Pfungstadt ist diese bislang nicht beseilt, sie wurde montiert, um freie Kapazitäten bei einem möglichen Ausbau des Kernkraftwerks Biblis zur Verfügung zu haben. Zwischen Pfungstadt und Griesheim befindet sich auf der Zusatztraverse ein 220-kV-Stromkreis, der bei den Abzweigmasten bei Griesheim auf die 380-kV-Ebene wechselt ab dort bis Urberach auch für diese Spannung dimensioniert ist. Die Zusatztraverse ab Gräfenhausen diente ursprünglich als Abzweig der Nord-Süd-Leitung nach Urberach, ist seit dem Abbau der Leitung im Jahr 2008 allerdings spannungsfrei. Zwischen Egelsbach und Urberach sind diese Stromkreise mit 110 kV in Betrieb und stellen die Verbindung Urberach – Darmstadt her.
Der Trassenverlauf durch dichten Wald und die Anzahl der Stromkreise, die zum Teil auf der höchsten Spannungsebene im deutschen Stromnetz betrieben werden, erforderten im Abschnitt Gräfenhausen-Urberach außergewöhnlich hohe Masten. Insgesamt 22 dieser Konstruktionen haben eine Gesamthöhe von über 100 Metern. Aufgrund dieser Tatsache sowie den hinzu kommenden Umständen, dass sich gleich zwei Flugplätze (Flughafen Frankfurt, Flugplatz Frankfurt-Egelsbach) in unmittelbarer Nähe der Leitungstrasse befinden, sind 17 der Masten mit diversen Einrichtungen zur Flugsicherung versehen.
Diese Masten sind als Luftfahrthindernis rot-weiß angestrichen, teils über die gesamte Masthöhe. Wie bei Masten mit über 100 m Gesamthöhe vorgeschrieben befinden sich auf den Spitzen rote Warnlampen als Befeuerung. Auf dem Erdseil zwischen den Masten sind zur Kenntlichmachung der Leitungsführung rote Warnmarkierungen installiert, sogenannte Flugwarnkugeln.

### Stromkreise
Zwischen Rosengarten und Biblis laufen die vier 380-kV-Kreise Biblis 1a, Biblis 2b, Ried West und Ried Ost auf den hier voll beseilten Masten mit. Die ersten beiden führen zum mittlerweile abgeschalteten Kernkraftwerk Biblis, von dort kommt der 220-kV-Kreis Biblis 3c, der allerdings für 380 kV isoliert ist, und schwenkt auf die Trasse. Zusammen mit Ried Ost zweigt er zum Umspannwerk Pfungstadt ab, von dort kommen der 220-kV-Kreis Kranichstein Ost und der 380-kV-Kreis Griesheim Ost, außerdem beginnen dort zwei derzeit ungenutzte 380-kV-Kreise. Einer von ihnen zweigt mit Ried West bei Griesheim auf die Trasse nach Bischofsheim ab, der 380-kV-Kreis Erzhausen Nord kommt von dort und führt weiter Richtung Urberach. Bei Gräfenhausen beginnen zwei spannungslose 220-kV-Kreise, die südlich von Egelsbach die 110-kV-Kreise Wixhausen und Offenthal Nord tragen.

## Zukunft

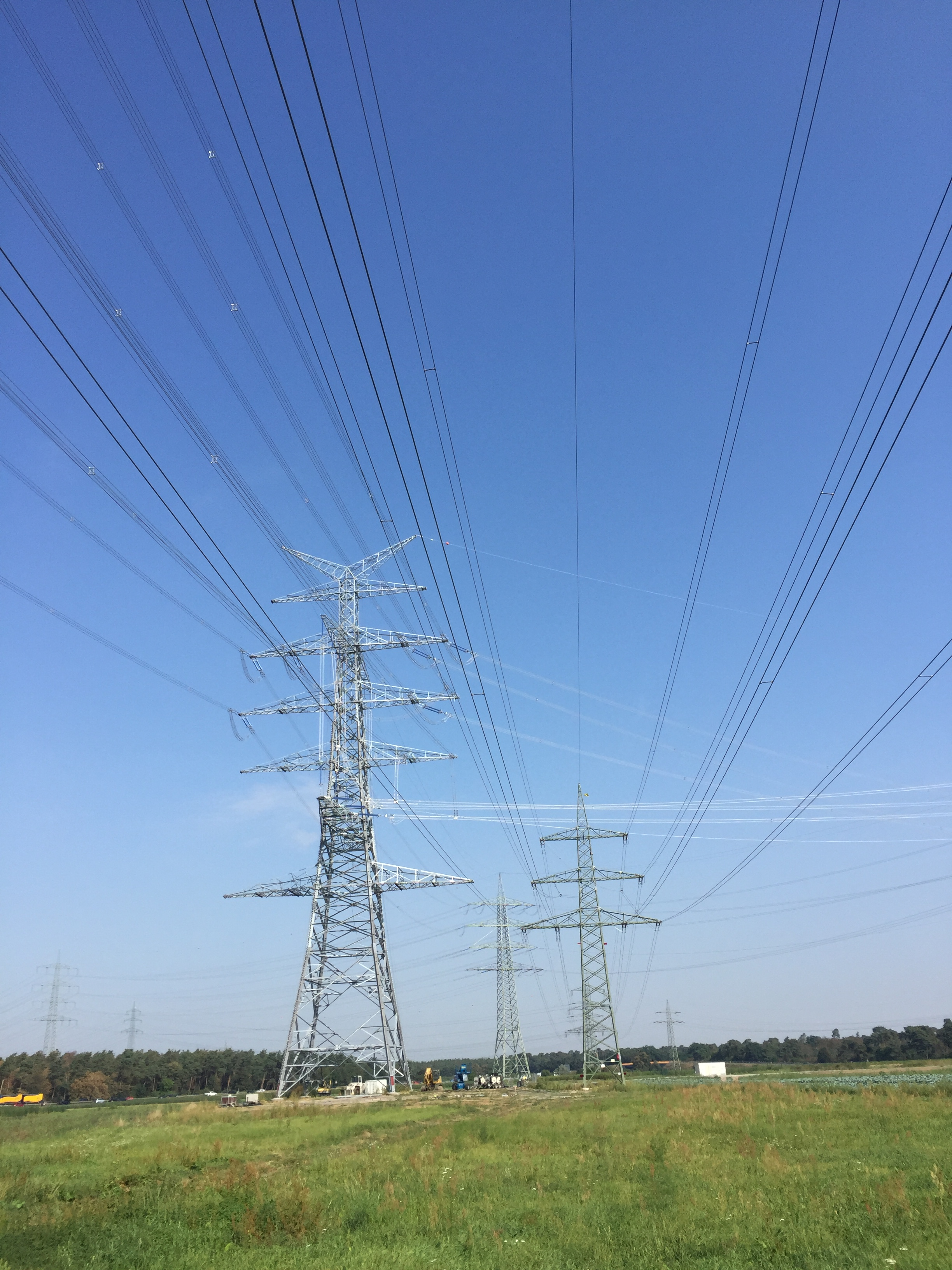
Neuer Abzweigmast im Zuge der Umstellung der Umspannanlage Pfungstadt auf 380 kV

Die 380-kV-Leitung Rosengarten – Urberach bleibt auch für die Zukunft von Bedeutung für das Übertragungsnetz.
- Als Teil von Ultranet ist geplant, zwischen Ried und Rosengarten (Länge ca. 9,0 km) die bestehende 380-kV-Höchstspannungsfreileitung Kernkraftwerk Biblis – Rosengarten (Bl. 4590) für die Umnutzung eines bestehenden Drehstromkreises zukünftig als ±380-kV-Gleichstromkreis zu ändern und die dafür notwendigen technischen Anpassungen vorzunehmen.[2]

- Als Teil des Vorhabens Nr. 19 im Bundesbedarfsplangesetz[1] ist seit 2013 der Ausbau der Trasse Urberach – Weinheim aufgelistet, um das Übertragungsnetz auf der Stromachse Frankfurt – Karlsruhe leistungsfähiger zu machen.[3] Um im Zuge der Energiewende die benötigte Kapazitäten zwischen den Erzeugern in Nord- und den Verbrauchern in Süddeutschland auszubauen, wird Amprion die Leitungen zwischen den Umspannanlagen Urberach, Pfungstadt und Weinheim verstärken. 2025 soll die 66 Kilometer lange Verbindung in den 380-Kilovolt-Betrieb gehen. Die TransnetBW wird die Verbindung von Weinheim weiterführen bis nach Daxlanden (Karlsruhe). Zwischen Urberach und Griesheim muss lediglich der noch mit 220 kV betriebene sowie der zurzeit ungenutzte Stromkreis auf 380 kV umgestellt werden, wozu die Leitung umbeseilt werden muss. Von Griesheim bis Pfungstadt muss parallel zur Bestandstrasse eine zweite Leitungstrasse gebaut werden. Die Fortführung nach Weinheim erhält komplett neue Masten auf der Trasse der 220-kV-Bestandsleitung. Dazu wird das Umspannwerk Pfungstadt von 220 kV auf 380 kV umgerüstet, wozu Schritt für Schritt neue 380-kV-Trafos in Betrieb genommen werden. Zurzeit (9/2016) ist der erste 380-kV-Leistungstransformator in Betrieb und an den nach Urberach führenden Stromkreis (Griesheim Ost) angebunden.[4] Hierzu mussten zwei neue Masten gebaut werden. Ein zweiter Trafo wird in nächster Zeit in Betrieb genommen. Erst wenn 2025 auch die Fortsetzung der Leitung nach Weinheim in Betrieb gehen soll, werden auch die letzten, zurzeit von der Nord-Süd-Leitung benutzten 220-kV-Transformatoren aus Pfungstadt verschwinden. Auch das Umspannwerk Urberach wird derzeit umgebaut. Im März 2017 wurden die Masten der bisherigen 220-kV-Einführung abgebaut, der verbliebene 220-kV-Stromkreis wird seitdem über ein provisorisch verlegtes Erdkabel innerhalb der Anlage zur 220-kV-Schaltanlage geführt. Die Umstellung auf 380 kV zwischen Pfungstadt und Urberach soll 2018 abgeschlossen sein.[5]

- An die 380-kV-Höchstspannungsfreileitung Kernkraftwerk Biblis – Rosengarten (Bl. 4590) schließt RWE Generation im Auftrag der Amprion das neue Gasturbinenkraftwerk Biblis an, das im Oktober 2022[veraltet] in Betrieb gehen sollte.[6]